# Eutrichocheles crosnieri
Eutrichocheles crosnieri is een tienpotigensoort uit de familie van de Axiidae. De wetenschappelijke naam van de soort is voor het eerst geldig gepubliceerd in 1998 door Ngoc-Ho.